# Tierras Pardas
En el universo ficticio creado por el escritor J. R. R. Tolkien, las Tierras Pardas constituyen una región cargada de historia y leyenda.
Se trata de una vasta y abandonada región que se extiende entre el Bosque Negro del Sur y las colinas de Emyn Muil; su frontera occidental estaba ubicada, básicamente, alrededor de los dos grandes meandros del Anduin y sobre las márgenes orientales del mismo. Hacia el este las Tierras Pardas se elevaban en «planicies desiertas, sobre las que soplaba un viento helado del este» hasta llegar casi a la altura de los bordes orientales del Bosque Negro. El límite sur era reconocible por los «acantilados bajos y desmoronados a medias y chimeneas de una carcomida piedra gris, cubiertas por una hiedra oscura» y por «unas cimas coronadas de abetos retorcidos por el viento», es decir, las Emyn Muil.
Parece que durante la Segunda Edad esta región fue ocupada por una parte de los Hombres del Norte, y poseía bellas praderas repletas de árboles frutales, cuidados (según la tradición éntica) por las ents-mujeres, pero quedó devastada después de la Guerra de Sauron con «los hombres que vinieron del mar». 
A principios de la Tercera Edad del Sol y tras la victoria de las fuerzas de la Última Alianza de hombres y elfos sobre Sauron, «las tierras de las ents-mujeres florecieron en abundancia y los campos se colmaron de grano», tanto que los hombres «aprendieron las artes de las ents-mujeres y les rindieron grandes honores». Estos hombres son descendientes de los antiguos Hombres del Norte, y la región pasó a formar parte de la Confederación de los Pueblos Libres del Norte y del Reino de Rhovanion. Gondor, en la plenitud de su dominio, les concedió «vastas tierras más allá del Anduin, al sur del Gran Bosque Verde, para que sirvieran de defensa contra los Hombres del Este» y de paso fortificó los codos del Anduin, hasta el río Limclaro.
Durante muchos años la región se mantuvo a resguardo, gracias a la acción de los aliados, que hasta participaron en la Lucha entre parientes, que comenzó en 1432 T. E. Pero la gran peste de 1636 T. E. hizo estragos entre los Hombres de Rhovanion, incluyendo a los que vivían en las Tierras Pardas. Aun así la región se mantuvo bajo el poder de Gondor hasta las invasiones de los aurigas. Tras ella, las Tierras Pardas quedaron desiertas y «los fuertes a lo largo del Anduin, especialmente los de la orilla occidental de los codos, habían quedado abandonados y descuidados»; el resto de las tierras entre el Bosque Negro y el río Celduin estaban en manos de los orientales.
A finales de la Tercera Edad, cuando la Compañía del Anillo descendió navegando por el Anduin, las Tierras Pardas se caracterizaban por su desolación, su falta casi total de árboles y por su terreno surcado de lomas que “(…)parecían resecas y quemadas, como si un fuego hubiese pasado sobre ellas y no hubiera dejado con vida ni una sola hoja verde: era una región hostil donde no había ni siquiera un árbol quebrado o una piedra desnuda que aliviaran aquella desolación”. En el extremo sur de las mismas el terreno se hacía aún más rocoso y las costas del Anduin se transformaban en «abruptas cubiertas de matas espinosas y endrinos, confundidos con zarzas y plantas trepadoras».